# Novalena lutzi
Novalena lutzi là một loài nhện trong họ Agelenidae.
Loài này thuộc chi Novalena. Novalena lutzi được Willis J. Gertsch miêu tả năm 1933.